# Crítica al ateísmo
A grandes rasgos, puede considerarse que la crítica al ateísmo está basada primordialmente en una variedad de argumentos, entre los cuales se incluyen las apreciaciones en torno a su validez,
 las consecuencias de no tener creencias, su impacto en la moralidad, y la afirmación de que algunos ateos son también dogmáticos.
Es necesario precisar que no existe consenso sobre cuál es la mejor manera de definir y dividir ateísmo. Entre los aspectos en disputa se encuentra la pregunta a qué entidades sobrenaturales se opone, si es una afirmación per se o solo la ausencia de ella y si requiere un rechazo explícito y deliberado o no. Se lo considera compatible con el agnosticismo, pero también diferente. Se ha propuesto una variedad de categorías para diferenciar sus diferentes formas.

## Rechazo de los argumentos teístas
La principal crítica del ateísmo es que se rechaza la creencia en un ser o seres sobrenaturales, comúnmente denominado Dios o dioses. Según el punto de vista de los críticos teístas y deístas, existe un conjunto de argumentos a favor de la existencia de Dios.[cita requerida] Sin embargo, los ateístas alegan que los mismos no son convincentes o poseen fallas. Un ejemplo antiguo de esta crítica se encuentra en la propia Biblia: "El necio ha dicho en su corazón: 'No existe Dios' ", mientras que un ejemplo más reciente se encuentra en el catecismo de la Iglesia católica: "Dado que rechaza o niega la existencia de Dios, el ateísmo es un pecado contra la virtud de la religión".
Una crítica al ateísmo fuerte también proviene del agnosticismo, que argumenta que no existen pruebas suficientes para afirmar en forma determinante que no existe ningún ser supremo, y del ignosticismo, que asume una posición teológica no-cognitivista en cuanto a que la pregunta de la existencia de Dios (por su definición) carece de sentido o no está enunciada de manera apropiada como para poder llegar a una conclusión que tenga sentido sobre la misma.

## Efectos atribuidos al ateísmo sobre el individuo

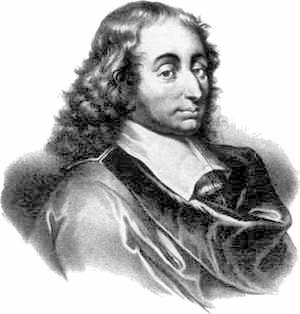
Blaise Pascal explicó por primera vez su apuesta en Pensées (1669).

El filósofo Blaise Pascal, en su obra Pensées, discute sobre la condición humana en sí misma en ausencia de Dios, al decir: "nosotros buscamos descanso en nuestra lucha contra algunos obstáculos. Y cuando los hemos logrado sobrepasar, la calma se torna insoportable por el aburrimiento que produce... Qué vacío y lleno de basura se encuentra el corazón del hombre." Luego agrega: "nadie que no posea fe ha alcanzado nunca el punto al que todos permanentemente aspiran... solo un objeto infinito e inmutable – o sea, Dios en persona – puede llenar este abismo infinito." Adicionalmente, menciona: "el ateísmo muestra fuerza de mente, pero solo hasta un cierto punto" para continuar criticando a los ateístas por no buscar la verdad y ver los signos de la voluntad de Dios. Varias religiones (tales como el catolicismo, por ejemplo) también sugieren que el ateísmo posee efectos altamente negativos sobre los individuos después de la muerte: un punto que discute Pascal en su apuesta de Pascal.
El autor cristiano Alister McGrath ha criticado al ateísmo, citando estudios donde se sugiere que la religión y la creencia en Dios están correlacionados con una mejor salud individual, felicidad y expectativa de vida. Sin embargo, los ateos Gregory Paul y Michael Martin indican que en los países desarrollados, la salud, la expectativa de vida, y otros factores de riqueza son por lo general más elevados en países con un mayor porcentaje de ateísmo en comparación a lo que sucede en países con mayores proporciones de creyentes.

## Moralidad

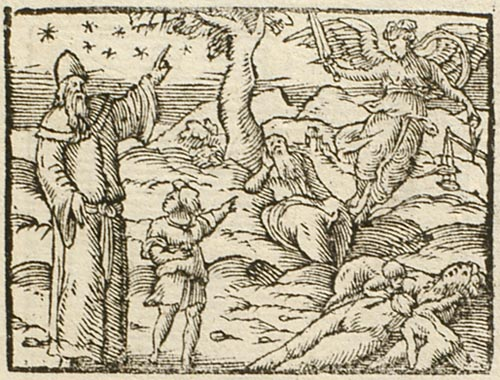
"Un niño, entre la multitud, una vez le preguntó a un astrónomo quién era el padre que lo había traído a este mundo. El estudioso señaló hacia cielo, y hacia un anciano que estaba sentado, y le respondió: 'Aquel que miras ahí es el padre de tu cuerpo, y aquel que miras allá es el de tu alma.' A lo anterior, el niño respondió: 'LO QUE SE ENCUENTRA POR ENCIMA DE NOSOTROS NO ES ALGO QUE NOS CONCIERNE, y me da vergüenza ser el hijo de un hombre tan anciano!' O IMPIEDAD SUPREMA, ¡no querer reconocer a tu padre, y no considerarlo como tu creador!" Emblema ilustrando el ateísmo práctico y su asociación histórica con la inmoralidad, titulado "Supreme Impiety: Atheist and Charlatan", de Picta poesis, por Barthélemy Aneau, 1552.

Algunos filósofos y religiones enseñan que la moralidad se deriva o es expresada por los dictados o mandamientos de una deidad en particular, y que aceptar a Dios o a los dioses es un factor importante para motivar a que las personas tengan un comportamiento moral. El filósofo Immanuel Kant expresó la necesidad práctica de creer en Dios en su Crítica de la Razón Práctica. Como una idea de razón pura, "nosotros no tenemos el más mínimo sustento para suponer de manera absoluta… el objeto de esta idea…", pero agrega que la idea de Dios no puede ser separada de la relación entre felicidad y moralidad como el "ideal de un bien supremo." La base de esta conexión es un mundo moral comprensible, y que "es necesario desde un punto de vista práctico". El filósofo francés Voltaire expresó: "Si Dios no existiera, sería preciso inventarlo."
Niall Ferguson afirma que sin religión no habría base para un esquema ético en la vida de una persona, y hace referencia al comentado apotema de G. K. Chesterton: "Cuando los hombres dejan de creer en Dios, no es que ya no crean en nada. Ellos creen en cualquier cosa". Sostiene que, basado en observaciones históricas y estudios realizados por sus colegas en la Universidad de Harvard, "no existe la menor duda de que existe una conexión entre religión y comportamiento económico y social" y está "sumamente convencido de que la religión desempeña una importante función social en la transmisión de valores éticos entre generaciones" y en su ausencia existe "una sociedad a la que le cuesta más esfuerzo mantener el orden social".
Históricamente, el ateísmo práctico o apateísmo —que trata sobre las personas que viven como si no hubiera dioses y explican los fenómenos naturales sin recurrir a lo divino— ha sido asociado por varios escritores con la depravación, ignorancia, falta de piedad, y hedonismo. Según el filósofo francés católico Étienne Borne: "el ateísmo práctico no es la negación de la existencia de Dios, sino la completa ausencia de Dios en la acción; es una maldad moral, implicando no la negación de la absoluta validez de la ley moral sino simplemente la rebelión contra la ley." Durante muchos años en Estados Unidos, a los ateos no se les permitía testificar en la corte de justicia ya que se creía que un ateo no tendría ninguna razón para decir la verdad (véase también Discriminación contra los ateos).
Algunos creen que un sentido moral no depende de una creencia religiosa. El dalái lama Tenzin Gyatso ha dicho que la compasión y el afecto son valores humanos independientes de la religión: "Necesitamos estos valores humanos. Yo los denomino creencias y ética secular. No existe relación con ninguna religión en particular. Aún sin religión, aún como no creyentes, nosotros tenemos la capacidad de promover estos principios." Ateos tales como Richard Dawkins han propuesto que la moralidad humana es resultado de la historia evolutiva. Dawkins propone que el Zeitgeist moral ayuda a describir cómo la moralidad, desde sus orígenes biológicos y culturales, evoluciona con el paso del tiempo.
Según la Iglesia católica, la razón humana, aún sin el conocimiento de una ley divina revelada, inclina a las personas a buscar el bien y evitar el pecado. Según este punto de vista, la ley natural provee la base sobre la cual las personas pueden construir reglas morales que los guíen en sus elecciones y regular la sociedad, pero no provee una base tan sólida para el comportamiento moral como una moralidad basada en la religión. Douglas Wilson argumenta que mientras que los ateístas se pueden comportar moralmente, el creer es necesario para que un individuo "presente un relato racional y coherente" de porqué está obligado a llevar una vida moralmente responsable. Wilson expresa que el ateísmo es incapaz de "dar una explicación sobre porqué una acción debe ser considerada como bien y otra como mal" (énfasis en el original). Hablando en nombre de la Iglesia católica en el 2009, el Cardenal Cormac Murphy-O'Connor, ex-Arzobispo de Westminster, expresa su posición al describir a la falta de fe como “el mayor de todos los males” y culpar al ateísmo por la guerra y la destrucción, implicando que es un  "mal mayor que el pecado mismo."
En el año 2003, una organización de investigación afín al cristianismo denominada The Barna Group, luego de realizar una encuesta sobre moralidad en Estados Unidos, criticó a los ateístas y a los agnósticos de ser, en comparación con los teístas, más probable que rechacen éticas conservadoras al considerar moralmente aceptables a los siguientes comportamientos: cohabitar con alguien del sexo opuesto sin estar en matrimonio, disfrutar de fantasías sexuales, tener un aborto, tener relaciones sexuales extramatrimonionales, dedicarse al juego, mirar fotografías de cuerpos desnudos o comportamiento sexual explícito, emborracharse, y tener relaciones con alguien del mismo sexo."
Sin embargo en otro estudio realizado en el 2005, el investigador independiente Gregory S. Paul concluyó exactamente lo contrario ya que las naciones desarrolladas occidentales más seculares y que aceptan la evolución tienen menor tasa de homicidio, aborto adolescente, embarazo adolescente, enfermedades de transmisión sexual en la adolescencia, y mortalidad infantil, de lo que hay en Estados Unidos que es más religioso.

## Ateísmo y fe
El ateísmo ha sido criticado como una fe en sí misma, con algunos definiéndolo como una creencia por propio derecho.
Una respuesta es enfatizar que el ateísmo débil puede ser un rechazo de creencia, o la ausencia de creencia. Puede resumirse este argumento mediante esta cita a Don Hirschberg que expresa, "denominar al ateísmo una religión es como llamar a la calvicie un color de cabello."
Adicionalmente, una creencia no necesariamente es una creencia sin evidencia o bases firmes. Por ejemplo, una creencia puede contraponerse a la fe porque el creyente no puede tenerla con un grado completo de certeza sobre su verdad, pero solo tanto como la evidencia concerniente a la creencia sea verdadera.